# Onyx (rzeka)
Onyx – największa i najdłuższa rzeka na Antarktydzie, o długości ponad 30 kilometrów, płynąca przez Wright Valley (położoną w pobliżu Lodowca Szelfowego Rossa).
Rzeka jest zasilana wodami z topniejącego Lodowca Wrighta, wypływającymi ze słodkowodnego Brownworth Lake. Wpadają do niej także sezonowe strumienie z pobliskich lodowców górskich. Jej wody płyną nietypowo – w głąb lądu – co jest spowodowane ukształtowaniem terenu po ustąpieniu części lodowca i trafiają do bezodpływowego, słonego jeziora Vanda Lake, pokrytego zazwyczaj trzymetrowej grubości warstwą lodu. Napływająca woda nie miesza się ze znajdującą się głębiej wodą o dużym zasoleniu.
Rzeki Onyx nie zasiedlają żadne ryby, ale życie mikrobiologiczne jest bujne, zdarzają się także zakwity glonów. Poziom wody waha się znacznie w ciągu dnia polarnego, w ciągu nocy polarnej rzeka w ogóle nie dociera do jeziora. W czasie ciepłego lata na półkuli południowej przepływ w rzece zwiększa się, dodatni wpływ mają także wiatry katabatyczne wiejące od strony Płaskowyżu Polarnego.